# Ogooué-Lolo
Ogooué-Lolo je jedna od devet provincija u Gabonu. Pokriva 25.380 km². Sjedište provincije je grad Koulamoutou.
Na jugu dijeli međunarodnu granicu s Republikom Kongo.
Unutar Gabona graniči sa sljedećim provincijama:
- Ngounié
- Moyen-Ogooué
- Ogooué-Ivindo
- Haut-Ogooué

## Departmani
Ogooué-Lolo je podijeljen na tri departmana:
- Lolo-Bouenguidi (Koulamoutou)
- Lombo-Bouenguidi (Pana)
- Mouloudnou (Lastoursville)